# پریش سنت پاتریک (گرنادا)
پریش سنت پاتریک (به لاتین: Saint Patrick Parish) یک منطقهٔ مسکونی در گرنادا است که در گرنادا واقع شده‌است. پریش سنت پاتریک ۴۴ کیلومتر مربع مساحت و ۱۰٬۶۷۴ نفر جمعیت دارد.